# Klone

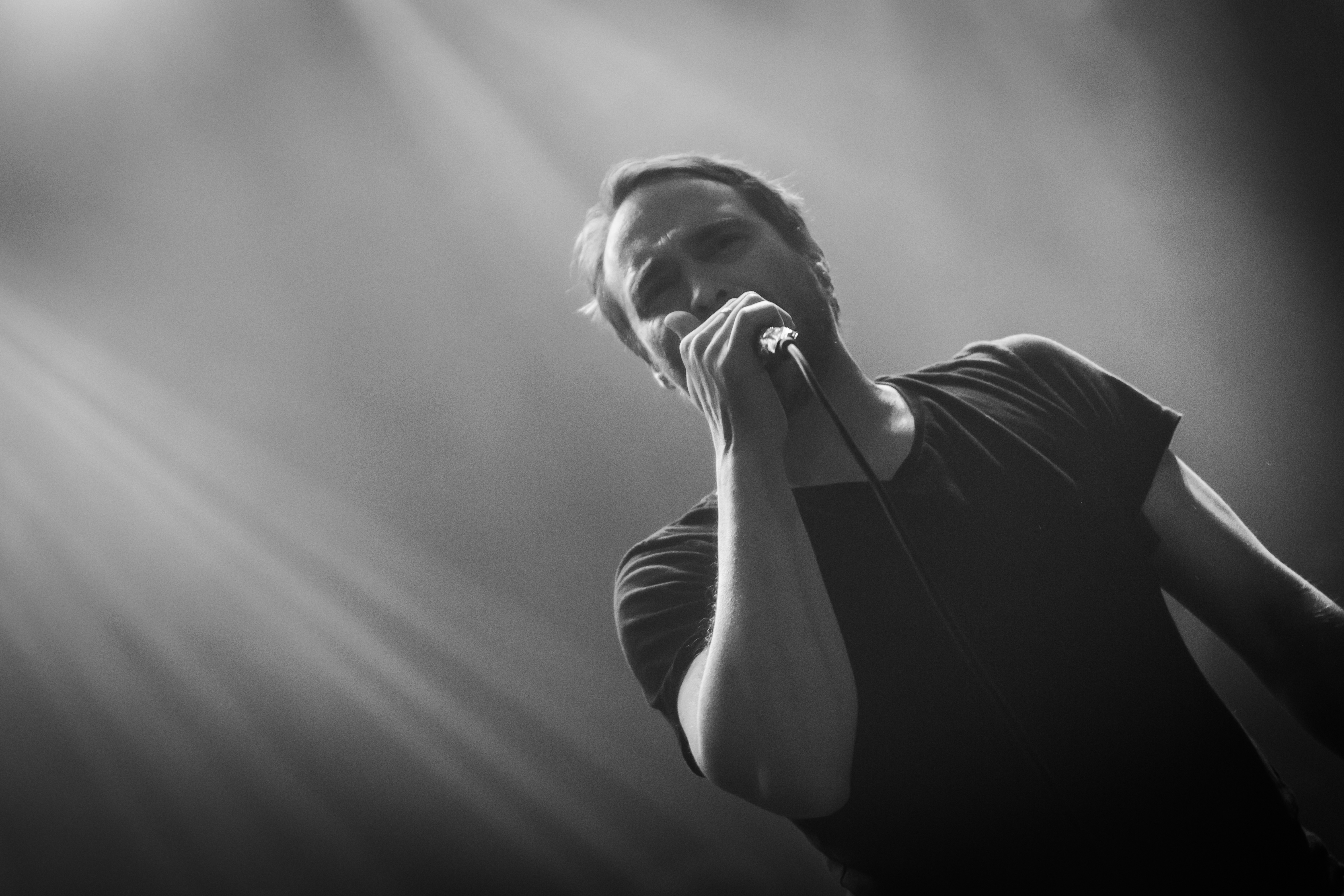
Klone tijdens een live-optreden (Complexity Fest in Haarlem) in 2019.

Klone is een Franse progressieve-groovemetalband die is opgericht in 1999.

## Biografie
Klone werd in 1995 gevormd in Poitiers, Frankrijk door zanger Yann Ligner, gitarist Guillaume Bernard en drummer Florent Marcadet. In 1999, toen tweede gitarist Mika Moreau en toetsenist Matthieu Metzger, startte de band echter pas officieel. Ze werkten hierna vier jaar aan hun debuut Duplicate dat ze in 2003 in eigen beheer uitbrachten.
In 2004 volgde vervolgens de ep High Blood Pressure. Hierop toerden ze o.a. met Gojira, Aborted en Scarve. Vier jaar later brachten ze vervolgens hun tweede full album All Seeing Eye uit op Season Of Mist. Ter promotie hiervan toerden ze vervolgens hoofdzakelijk door Frankrijk.
In 2010 brachten ze hun derde album, Black Days, uit en spelen ze op ProgPower Europe in Nederland.

## Huidige bandleden
- Yann Ligner - zanger
- Guillaume Bernard - gitarist
- Mika Moreau - gitarist
- Jean Etienne Maillard - bassist
- Florent Marcadet - drummer
- Matthieu Metzger - saxofonist / toetsenist

## Discografie

### Albums
- Duplicate (2003)
- All Seeing Eye (2008)
- Black Days (2010)
- The Dreamer's Hideaway (2012)
- Here Comes The Sun (2015)
- Le Grand Voyage (2019)

### Ep's
- High Blood Pressure (2004)
- The Eye of Needle (2011)